# Afşin
Afșin este un oraș din Turcia.